# Buuhoodle

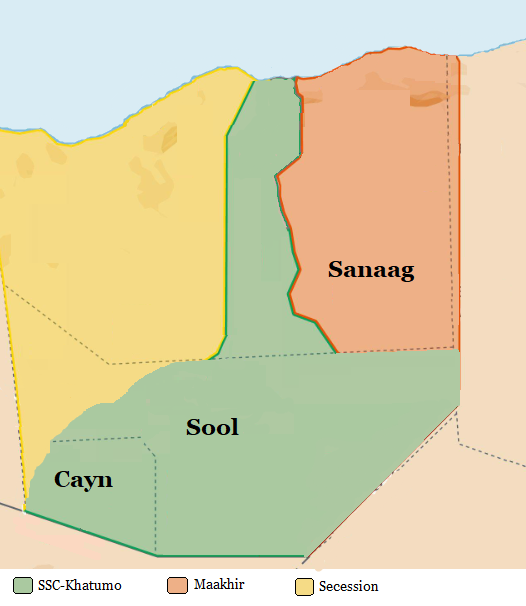
Buuhoodle-distriktet regionen Togdheer i Somaliland

Buuhoodle (även känd som Buhoodle och Bohotle) är en stad i SSC-Khatumo. Den är huvudort i regionen Cayn. I staden bor det främst somalier från Dhulbahante, klanen Harti Darood. År 2005 bodde det uppskattningsvis 38 428 invånare i det större distriktet Buuhoodle, varav 28 821 invånare i Buuhoodle.